# غاري مكهيل
غاري مكهيل هو ناشط سياسي كندي، ولد في القرن العشرين.